# José María Jover
José María Jover Zamora, né à Carthagène le 5 juin 1920 et mort à Madrid le 14 novembre 2006, est un historien espagnol.

## Œuvres (sélection)
- (es) Historia de España : la Edad Contemporánea, Barcelone, Teide, 1979
- (es) Realidad y mito de la primera república, Madrid, Espasa-Calpe, 1991 (ISBN 978-84-239-1994-9)
- (es) La civilización española a mediados del siglo XIX, Madrid, Espasa-Calpe, 1992 (ISBN 978-84-239-7259-3)
- (es) Historiadores españoles de nuestro siglo, Real Academia de la Historia, 1999 (ISBN 9788489512221)
- España en la política internacional: siglos XVIII-XIX, Marcial Pons, 1999 (ISBN 9788495379047)